# Vietnam Day Committee
Das Vietnam Day Committee (VDC) in Berkeley (Kalifornien) entstand aus dem „Vietnam Day“ heraus, dem 35-Stunden-Anti-Vietnamkriegs-Teach-in, das am 21. und 22. Mai 1965 etwa 35000 Menschen auf den Campus der University of California brachte.
Unmittelbar nach dem „Vietnam Day“ trafen sich die Mitglieder des VDC legten folgend Prioritäten für die Friedensbewegung fest: 
- Nationale und internationale Solidarität und Koordinierung der Maßnahmen.
- Militante Aktionen, einschließlich zivilem Ungehorsam.

- Umfangreiche Arbeit in der Gemeinschaft, um eine Graswurzel-Opposition außerhalb des Universitätscampus zu entwickeln und von der Militanz der direkten Aktion zu profitieren.

Im späten Mai 1965 legte das VDC den 15. und 16. Oktober 1965 als Termin für die „International Days of Protest Against American Military Intervention“ fest und schickte eine Bitte um Unterstützung in die ganze Welt.